# 射鵰英雄伝 (2003年のテレビドラマ)
『射鵰英雄伝』（しゃちょうえいゆうでん、簡体字: 射雕英雄传、拼音: Shèdiāo yīngxióngzhuàn）は、金庸の武俠小説『射鵰英雄伝』を原作とし、中国文聯音像出版社が制作し、2003年に放送されたテレビドラマ。全42話。

## 概要
金庸の作品は幾度となく映画化、ドラマ化が行われてきたが、そのほとんどに脚色が加えられてきた。それは中華圏ではあまりに知名度が高いため、原作どおりにつくると退屈なものになってしまうからであった。しかし、それも次第にエスカレートし、原作とかけ離れた作品の方が多くなり、原作者である金庸は大きな不満を持っていた。中央電視台（CCTV）が2001年に制作した『笑傲江湖』は、登場人物の描写の違いなどに金庸が激怒したほどであった。
そこで中央電視台は、次回作となる『射鵰英雄伝』の改作権利を事前に金庸から取得していたが、悪評を受けて辞退するつもりでいた。しかし、改作権利は有効期限が2年そして譲渡不可の条件のため、最終的には中国文聯音像出版社が資金注入して実際の制作を担当することになった。ジャン・ジージョン（張紀中）は原作どおりに制作することを条件に金庸の了承を得て、2度目のプロデューサーとなった。
そうした経緯を持つ本作は、中国テレビドラマ史上破格の製作費8億円を投じて製作された。モンゴル、北京、天津、浙江、桃花島など中国の各地で、4班のロケ隊により全編デジタル撮影を敢行。壮大なモンゴルの平原に点在するパオ、桃の花が咲き乱れる島や川辺に建つ荘厳な屋敷など、雄大な映像美を実現した。また、オリジナル衣装だけで5000万円も費やすなど、細部にも徹底的にこだわった。
結果的に中華圏各国でNo.1の視聴率を記録する大ヒットとなり、プロデューサーをつとめた張紀中は、これ以降も『天龍八部』『神鵰侠侶』『碧血剣』『鹿鼎記〈新版〉』『倚天屠龍記』と金庸ドラマの製作を続けることになる。
主役の郭靖を演じたのは、『笑傲江湖』の主役・令狐冲を演じたリー・ヤーポン（李亞鵬）。才色兼備のヒロイン・黄蓉は、国際派女優のジョウ・シュン（周迅）が演じた。

## キャスト
後記は吹替声優
- 郭靖 - リー・ヤーポン（李亞鵬）／川島得愛
- 黄蓉 - ジョウ・シュン（周迅）／甲斐田裕子
- 楊康 - ジョウ・ジエ（周杰）／武藤正史
- 穆念慈 - ジアン・チンチン（蔣勤勤）／幸田夏穂
- 梅超風 - ヤン・リーピン（楊麗萍）／矢野裕子
- 洪七公 - ソン・ハイイン（孫海英）／宝亀克寿
- コジン - ア・シル（阿斯茹）／多緒都
- 完顔洪烈 - バオ・ダジ（鮑大志）／佐々木睦
- 黄薬師 - チャオ・ペイチャン（曹培昌）／田原アルノ
- 欧陽鋒 - ヨウ・ヨン（尤勇）／石住昭彦
- 周伯通 - サオ・リャン（趙亮）／岩崎ひろし
- 丘処機 - ジョウ・ハオドン（周浩東）／岩崎ひろし
- 李萍 - リュイ・リーピン（呂麗萍）／幸田夏穂
- 包惜弱 - ホー・チン（何晴）／矢野裕子
- 欧陽克 - シウ・キン（修慶）／風間秀郎
- 柯鎮悪 - リウ・リウェイ（劉立偉）／斉藤次郎
- 朱聡 - ユー・ヨウチュアン（于又川）／風間秀郎
- 韓宝駒 - バー・テエル（巴特尓）／駒谷昌男
- 南希仁 - ヤン・グアンホァ（楊光華）／飯島肇
- 張阿生 - シエ・ニン（謝寧）／原田晃
- 全金発 - ワン・ウェイ（王偉）／赤城進
- 韓小瑩 - サオ・フェン（趙楓）／浅井晴美
- チンギス・ハーン - バー・セン（巴森）／田原アルノ
- ジェベ - バー・ユィン（巴音）／木村雅史
- 裘千仞 - リー・ホァ（李或）／佐々木睦
- 梁子翁 - ヤン・ニェンセン（楊念生）／田原アルノ
- 瑛姑 - リアン・リ（梁立）／桂木黎奈
- 一灯大師 - ワン・ウェイグォ（王偉国）／木村雅史
- 郭嘯天 - リ・ドゥオ（李鋒）／木村雅史
- 楊鉄心 - ディン・ハイフェン（丁海峰）／斉藤次郎
- 程瑶迦 - イン・ユァンユァン（任袁媛）／恒松あゆみ
- 王重陽 - ジャン・ジージョン（張紀中）
- 陳玄風 - チャン・シャオジュン（張笑君）／田原アルノ
- 段天徳 - リウ・クイ（劉魁）／石住昭彦
- 陸冠英 - ホアン・チョン（黄沖）／斉藤次郎
- 曲の娘 - ホアン・シャオレイ（黄暁蕾）／的井香織
- 尹志平 - リー・ウェイ（李偉）／赤城進
- 陸乗風 - ウーラン・バオイン（烏蘭宝音）／宝亀克寿
- トゥルイ - シキン・ビリゲ（斯琴畢力格）／原田晃
- 王処一 - ワン・ガン（王剛）／飯島肇

## スタッフ
- 原作：金庸『射鵰英雄伝』
- プロデューサー：ジャン・ジージョン（張紀中）
- 監督：ジュ・ジエンリァン（鞠覚亮）、ワン・ロイ（王瑞）、ユー・ミン（于敏）
- 武術監督：マー・ヨクセン（馬玉成）
- 美術：イップ・ガムティム（葉錦添）、キアン・ユンシウ（銭運選）
- 衣装：イップ・ガムティム（葉錦添）
- 音楽：チャオ・リン（趙麟）
- オープニングテーマ「天地都在我心中」（作詞：易茗／唱：田野）
- エンディングテーマ「真情真美」（作詞：易茗／唱：孫楠、ヴァレン・スー（許茹芸））

## 日本での放映
2005年1月からチャンネルNECOで放送

## 日本語版ソフト
2004年7月にDVDがMAXAMより発売